# The Rolling Stones 2nd British Tour 1964
The Rolling Stones 2nd British Tour 1964 – trzecia trasa koncertowa ogółem i druga z sześciu odbytych tras w 1964 roku przez grupę The Rolling Stones.

## The Rolling Stones
- Mick Jagger – wokal prowadzący, harmonijka
- Keith Richards – gitara, wokal wspierający
- Brian Jones – gitara, harmonijka, wokal wspierający
- Bill Wyman – gitara basowa, wokal wspierający
- Charlie Watts – perkusja, instrumenty perkusyjne

## Lista koncertów
| Data                      | Miasto               | Kraj   | Miejsce                    |
| ------------------------- | -------------------- | ------ | -------------------------- |
| 8 lutego 1964 2 koncerty  | Edmonton             | Anglia | Regal Theatre              |
| 9 lutego 1964 2 koncerty  | Leicester            | Anglia | De Montfort Hall           |
| 10 lutego 1964 2 koncerty | Cheltenham           | Anglia | Odeon Theatre              |
| 11 lutego 1964 2 koncerty | Rugby                | Anglia | Granada Theatre            |
| 12 lutego 1964 2 koncerty | Guildford            | Anglia | Odeon Theatre              |
| 13 lutego 1964 2 koncerty | Kingston upon Thames | Anglia | Granada Theatre            |
| 14 lutego 1964 2 koncerty | Watford              | Anglia | Gaumont State Cinema       |
| 15 lutego 1964 2 koncerty | Rochester            | Anglia | Odeon Theatre              |
| 16 lutego 1964 2 koncerty | Portsmouth           | Anglia | Portsmouth Guildhall       |
| 17 lutego 1964 2 koncerty | Greenford            | Anglia | Granada Theatre            |
| 18 lutego 1964 2 koncerty | Colchester           | Anglia | Rank Theatre               |
| 19 lutego 1964 2 koncerty | Stockton-on-Tees     | Anglia | Rank Theatre               |
| 20 lutego 1964 2 koncerty | Sunderland           | Anglia | Rank Theatre               |
| 21 lutego 1964 2 koncerty | Hanley               | Anglia | Gaumont Theatre            |
| 22 lutego 1964 2 koncerty | Bournemouth          | Anglia | Bournemouth Winter Gardens |
| 23 lutego 1964 2 koncerty | Birmingham           | Anglia | Birmingham Hippodrome      |
| 24 lutego 1964 2 koncerty | Southend-on-Sea      | Anglia | Odeon Theatre              |
| 25 lutego 1964 2 koncerty | Romford              | Anglia | Odeon Theatre              |
| 26 lutego 1964 2 koncerty | York                 | Anglia | Rialto Theatre             |
| 27 lutego 1964 2 koncerty | Sheffield            | Anglia | Sheffield City Hall        |
| 28 lutego 1964 2 koncerty | Cardiff              | Walia  | Sophia Gardens             |
| 29 lutego 1964 2 koncerty | Brighton             | Anglia | Hippodrome                 |
| 1 marca 1964 2 koncerty   | Liverpool            | Anglia | Liverpool Empire Theatre   |
| 2 marca 1964 2 koncerty   | Nottingham           | Anglia | Albert Hall                |
| 3 marca 1964 2 koncerty   | Blackpool            | Anglia | Opera House Theatre        |
| 4 marca 1964 2 koncerty   | Bradford             | Anglia | Gaumont Theatre            |
| 5 marca 1964 2 koncerty   | Blackburn            | Anglia | Odeon Theatre              |
| 6 marca 1964 2 koncerty   | Wolverhampton        | Anglia | Gaumont Theatre            |
| 7 marca 1964 2 koncerty   | Morecambe            | Anglia | Morecambe Winter Gardens   |